# Casper (maya)
Pour les articles homonymes, voir Casper.
 (juillet 2018).
Si vous disposez d'ouvrages ou d'articles de référence ou si vous connaissez des sites web de qualité traitant du thème abordé ici, merci de compléter l'article en donnant les références utiles à sa vérifiabilité et en les liant à la section « Notes et références ».
Casper, né le 8 août 422 et mort en 487 aussi connu sous le nom de 11 lapin, était un ajaw de la ville maya de Palenque du 8 août 435 à 487. Son prédécesseur était K'uk 'Bahlam I, le fondateur de la dynastie régnante et son successeur était B'utz Aj Sak Chiik. Casper est arrivé au pouvoir à 13 ans et a régné 52 ans, seul Pacal le grand a régné plus longtemps sur Palenque.
Nous ne connaissons pas son véritable nom, le surnom de Capser venant de l'universitaire Floyd Lonsbury car le glyphe le désignant ressemble au personnage de dessin-animé Casper le gentil fantôme.  